# Khadija Ismayilova
Khadija Rovshan qizi Ismayilova, född i Baku den 27 maj 1976 är en azerbajdzjansk journalist engagerad i korruption och andra missförhållanden i sitt land. Hon tilldelades 2017 års Right Livelihood Award som utdelades i Stockholm den 1 december.

## Biografi
Khadija Ismayilova föddes i Baku i Sovjetunionen. Hennes far var ingenjör och statlig tjänsteman. Efter avslutad skolutbildning började hon läsa turkiska vid universitetet i Baku i den självständiga republiken Azerbajdzjan. Därefter arbetade Ismayilova som journalist och översättare för inhemska och internationella media. Hon engagerade sig särskilt i korruption och andra missförhållande i sitt land.

## Grävande journalist
2012 blev Telia Soneras verksamhet i Uzbekistan känd och mutor och penningtvätt kunde bevisas. Ismayilova kunde visa att Telias affärer
även hade kopplingar till presidentfamiljen i Azerbajdzjan. Ismayilova dömdes i september 2015 till fängelse i sju år och sex månader. Domen kritiserades av bland annat Amnesty.
Efter beslut i Azerbajdzjans Högsta domstol släpptes Ismayilova i september 2016.
| ”                                  | Jag kommer att fortsätta mitt journalistiska arbete med förnyad energi. Jag känner mig yngre och har mer energi och kommer att kämpa till slutet. | „ |
| – Khadija Ismayilova, 25 maj 2016. | |   |

## Priser och utmärkelser
- 2012 – International Women's Media Foundation, (USA).[5]
- 2013 – Global Shining Light Award, (USA).[6]
- 2015 – PEN/Barbara Goldsmith Freedom to Write Award, (USA).[7]
- 2017 – Right Livelihood Award (Sverige)

## Originalcitat
1. ↑  ”I will continue my journalist work with renewed energy, I feel younger and more energetic, and I will fight until the end.”